# فريدي كانون
فريدي كانون (بالإنجليزية: Freddy Cannon)‏ (مواليد 4 ديسمبر 1939 في ماساتشوستس، الولايات المتحدة)، هو مغني روك أند رول أمريكي بدأ مسيرته الفنية عام 1958.

## وصلات خارجية
- الموقع الرسمي